# Melodramma strappalacrime
Le melodramma strappalacrime (mélodrame tire-larmes) est un genre cinématographique du cinéma italien, cousin du néoréalisme.

## Historique
Entre la deuxième moitié des années 1940 et le début des années 1950, prend naissance à côté du néoréalisme un « néoréalisme roman-feuilleton » constitué de mélodrames populaires dits communément strappalacrime (arrache larmes), un genre déjà en vogue en Italie au temps du cinéma muet.
Ce genre de films raconte les histoires des couples dont l'amour est contrarié par les différences sociales, les scénarios s'attardant sur les souffrances, vexations et refus supportés pratiquement exclusivement par la gent féminine. Néanmoins, l'histoire se termine toujours, après maintes vicissitudes, par une fin heureuse où les « bons » l'emportent  sur les « méchants » et par le triomphe du couple protagoniste. Aujourd'hui, les telenovelas sud-américaines comportent de fortes similitudes.
Les « mélodrames strappalacrime » sont peu appréciés par la critique qui les considère plutôt comme des romans photo cinématographiques. La critique évolue en leur faveur au cours des années 1970. Néanmoins, ce genre a une forte emprise sur le public italien de l'époque et son succès perdurera pendant une décennie.
Le succès de ces films dure pendant les années 1950 ; puis, pendant les années 1960, la faveur populaire commence à décliner en faveur de nouveaux genres, puis disparaît totalement en 1965.
À la fin des années 1960, les mélodrames renaissent sous le nom à peine différent de lacrima-movies. Le chef-d'œuvre du genre est sans doute L'Incompris de Luigi Comencini en 1966.
Raimondo Del Balzo réalise dans les années 1970 et 1980 des films où l'on voit des enfants mourir de tumeurs, suscitant inévitablement les émotions du public.

## Réalisateurs

Yvonne Sanson et Amedeo Nazzari dans Fils de personne (1951) de Raffaello Matarazzo

Le « maître » de ce filon est Raffaello Matarazzo, déjà réalisateur de comédies de telefoni bianchi (téléphones blancs) des années 1930 et du début des années 1940.
Raffaello Matarazzo est l'auteur d'une série de films réalisés entre 1949 et 1958, interprétés par Amedeo Nazzari et Yvonne Sanson, considérés le couple symbole des mélodrames « strappalacrime » :
- Le Mensonge d'une mère (Catene, meilleure recette des années 1949-50) ;
- Bannie du foyer (Tormento) ;
- Fils de personne (I figli di nessuno, meilleure recette 1950-51) ;
- Qui est sans péché ? (Chi è senza peccato...) ;
- Larmes d'amour (Torna!) ;
- La Femme aux deux visages (L'angelo bianco) ;
- Malinconico autunno.

D'autres réalisateurs se distinguent : Guido Brignone, Luigi Capuano, Gennaro Righelli, Mario Bonnard, Ubaldo Maria Del Colle, Giorgio Walter Chili, Carlo Borghesio, Giorgio Pàstina, Flavio Calzavara, Carlo Campogalliani, Carmine Gallone, Giuseppe Guarino, Anton Giulio Majano, Riccardo Freda, Armando Fizzarotti, Roberto Bianchi Montero, Aldo Vergano, Mario Costa et Sergio Corbucci.
Alberto Lattuada réalise le film Anna (1951) avec Silvana Mangano. Anna est le premier film italien à atteindre un milliard de lires de recettes (1951-1952) et il a été doublé en langue anglaise.

## Filmographie partielle
- 1946 :
  - La bête se réveille (Lo sconosciuto di San Marino) de Micha Waszyski
- 1949
  - Torna a Napoli de Domenico Gambino
- 1950 :
  - Le due sorelle de Mario Volpe
  - Le Mensonge d'une mère (Catene) de Raffaello Matarazzo
  - Bannie du foyer (Tormento) de Raffaello Matarazzo
- 1951 :
  - Anna d'Alberto Lattuada
  - Fils de personne (I figli di nessuno) de Raffaello Matarazzo
  - Salvate mia figlia de Sergio Corbucci
  - Trahison (Il tradimento) de Riccardo Freda
- 1952 :
  - Bagne à vie (Ergastolo) de Luigi Capuano
  - Qui est sans péché ? (Chi è senza peccato...) de Raffaello Matarazzo
  - Les enfants ne sont pas à vendre (I figli non si vendono) de Mario Bonnard
  - Le Roman de ma vie (Il romanzo della mia vita) de Lionello De Felice
  - L'Ange du péché (L'eterna catena) de Anton Giulio Majano
  - Fille dangereuse (Bufere) de Guido Brignone
  - Amours interdites (Inganno) de Guido Brignone
  - Gli innocenti pagano (it) de Luigi Capuano
  - L'Île des passions (Menzogna) de Ubaldo Maria Del Colle
  - Pentimento (it) de Mario Costa
  - Le Tourment du passé (Tormento del passato) de Mario Bonnard
  - La Traite des Blanches (La tratta delle bianche) de Luigi Comencinini
- 1953 :
  - Disonorata senza colpa (en) de Giorgio Walter Chili
  - Noi peccatori (it) de Guido Brignone
  - Larmes d'amour (Torna!) de Raffaello Matarazzo
  - Vortice de Raffaello Matarazzo
- 1954 :
  - Meurtre dans les dunes (Acque amare) de Sergio Corbucci
  - I due derelitti (it) de Flavio Calzavara
  - Les Enfants de la violence (Guai ai vinti) de Raffaello Matarazzo
  - La Fille de Palerme (La peccatrice dell'isola) de Sergio Corbucci et Sergio Grieco
  - Pitié pour celle qui tombe (Pietà per chi cade) de Mario Costa
  - Le Destin d'une mère (Ripudiata) de Giorgio Walter Chili
  - Terre étrangère (Terra straniera) de Sergio Corbucci
  - Haine, Amour et Trahison (Tradita) de Mario Bonnard
- 1955 :
  - La Femme aux deux visages (L'angelo bianco) de Raffaello Matarazzo
  - Il prigioniero della montagna de Luis Trenker
  - La Bague fatale (Lacrime di sposa) de Sante Chimirri
  - La Rivale de Anton Giulio Majano
  - Les Vitriers (Il piccolo vetraio) de Giorgio Capitani
  - L'Enfant de la rue (Cortile) d'Antonio Petrucci
  - La Vengeance du destin (Vendicata) de Giuseppe Vari
- 1956 :
  - L'Intruse (L'intrusa) de Raffaello Matarazzo
  - Mai ti scorderò (it) de Giuseppe Guarino
  - La Fille de la rizière (La risaia) de Raffaello Matarazzo
  - Suprême Confession (Suprema confessione) de Sergio Corbucci
- 1957 :
  - Presentimento (it) de Armando Fizzarotti
  - L'ultima violenza de Raffaello Matarazzo et Silvio Amadio
- 1958 :
  - Automne mélancolique (Malinconico autunno) de Raffaello Matarazzo